# حسین اسفندیاری
میرزا حسین خان اسفندیاری (حدود ۱۲۸۱ق کرمان - ۲۷ آبان ۱۳۱۳ کرمان) ملقب به عدل‌السلطنه و سردار نصرت نظامی و سیاستمدار دوره قاجار و پهلوی بود.
پدرش مرتضی‌قلی‌خان وکیل‌الملک و پدربزرگش محمداسماعیل‌خان وکیل‌الملک حاکمان ایالت کرمان و بلوچستان بودند. خدمات دولتی را از پست آغاز کرد و رئیس پست ایالت کرمان و بلوچستان شد. سپس به خدمت نظام درآمد و رئیس توپخانه و سپس به مدت هجده سال رئیس قشون ایالت کرمان و بلوچستان شد. پس از آن نایب‌الایاله و بعد، والی ایالت کرمان و بلوچستان شد.  در زمان جنگ جهانی اول هنگامی که از باغ نشاط در دو کیلومتری غرب کرمان همراه با عده ای پیاده در دو طرف اسبش بسوی شهر می‌رفت، بمبی سر راهش منفجر شد که از آن آسیب ندید اما چهار تن از همراهانش کشته شدند. همزمان به سویش تیراندازی اما با کمک اهالی جوپار موفق به فرار شد. 
سردار نصرت در دوره پنجم مجلس شورای ملی به نمایندگی از جیرفت انتخاب شد. در دوره پیشتر، برادرش رستم خان رفعت‌الدوله نماینده جیرفت و از نمایندگان فعال مجلس بود اما او بر خلاف برادرش در در مجلس فعال نبود و بیشتر در کرمان حضور داشت.  حتی هنگام رای گیری برای تغییر سلطنت نیز غایب بود. پس از به سلطنت رسیدن رضا شاه، در دوره ششم به نمایندگی رفسنجان انتخاب شد. 
نجم السلطنه خواهر عبدالحسین میرزا فرمانفرما مادر سردار نصرت بود و پس از جدایی از پدر او با میرزا هدایت الله خان وزیر دفتر، پدر دکتر مصدق ازدواج کرد. از این رو، دکتر مصدق برادر ناتنی سردار نصرت است. 
سردار نصرت سازنده حمام گرمابه سردار نصرت و سرای سردار در بازار کرمان است. بخشي از محل سكونت وي كه امروزه در كوچه موسوم به سردار به پاركينگ ماشين تبديل شده است، محل مدرسه نصرت ملي بود كه در سال ١٢٨٥ شمسي تأسيس شد و در سال ١٣١٥ به مدرسه ملي شهاب تغيير نام داد.
او در آرامگاه خانوادگی در نجف به خاک سپرده شد. پسرانش حسن مرآت اسفندیاری و عبدالله عدل اسفندیاری هر دو نماینده مجلس شورای ملی شدند. یکی از نوه‌هایش محسن مرآت اسفندیاری نماینده مجلس و سفیر ایران در کانادا، اسپانیا و لهستان شد و نوه دیگرش منصور عدل اسفندیاری به سفارت ایران در آلمان رسید.